# François Rosson
François Rosson (Lissewege, 16 november 1919 - Brugge, 28 mei 2009) was de laatste burgemeester van de voormalige Belgische gemeente Lissewege (Brugge).
Rosson was de zoon van Henricus Rosson en Emmerence Gunst. Hij trouwde in 1953 met Maria Vermeren. Hij werd bediende.
In 1940 was hij oorlogsvrijwilliger bij de commando's. Hij stichtte de verzetsgroep Witte Brigade - Fidelio, sectie Lissewege-Zeebrugge.
In 1947 werd hij gemeenteraadslid van Lissewege voor de socialistische partij, toen de sp.a nog BSP noemde en was burgemeester van 1953 tot 1970. Van 1961 tot 1971 was hij tevens provincieraadslid in West-Vlaanderen. 
Na de fusie van 1970 was hij tot april 1977 gemeenteraadslid van de stad Brugge. In 1972, na de dood van Gerard Eneman en gezien het wat voeten in de aarde had vooraleer een opvolger werd verkozen, was hij als ouderdomsdeken, gedurende een paar maanden socialistische schepen in het homogeen CVP-schepencollege van de stad Brugge.